# Sablja
 Ovo je glavno značenje pojma Sablja. Za druga značenja pogledajte Sablja (razdvojba).
Sablja je hladno oružje slično maču koje ima zakrivljenu oštricu. 
Sabljom su se najčešće koristili u konjici, a mnoge vojske su je zadržale nakon što je iz upotrebe nestao klasičan mač. Danas se uglavnom poput mača koristi u ceremonijalne svrhe, ali i za posebnu sportsku disciplinu mačevanje kao jedna od tri discipline. Mačevalačka sablja ima duljina do 105 cm i minimalnu težinu 500 g.